# Ilopina
Ilopina es una tribu de coleópteros polífagos de la familia Melyridae.

## Géneros
| - Aithiohedybius Wittmer, 1995 - Apsicondylops Wittmer, 1985 - Ascolhedybius Wittmer, 1985 - Condylops Redtenbacher, 1850 - Eucerapheles Champion, 1922 - Gelacondylops Wittmer, 1985 - Hedybius Erichson, 1840 - Illops Erichson, 1840 | - Merocondylops Wittmer, 1985 - Metaphilhedonus Wittmer, 1985 - Mischocondylops Wittmer, 1985 - Nodopus Marshall, 1951 - Penhedybius Wittmer, 1985 - Philhedonus Gorham, 1900 - Scolocondylops Wittmer, 1985 - Spelaeops Evers, 1990 - Tropicondylops Wittmer, 1988 |